# Short Message Service
« SMS » redirige ici. Pour les autres significations, voir SMS (homonymie).
Le service de messagerie SMS, plus connu sous le sigle de SMS (pour « Short Message Service ») ou les noms de « texto » ou de « minimessage », permet de transmettre de courts messages textuels. C'est l'un des services de la téléphonie mobile (il a été introduit par la norme GSM).
Dans certaines régions du monde comme l’Amérique du Nord, le Royaume-Uni ou les Philippines, on parle de « messagerie texte ». Par rétroacronymie, cette messagerie est également désignée par « service de messages succincts ».
En 2007, entre 50 000 et 60 000 SMS étaient envoyés chaque seconde dans le monde, tandis qu'en 2009, plus de 135 000 SMS étaient envoyés chaque seconde. En 2010 et en 2011, en moyenne 200 000 SMS étaient envoyés chaque seconde à travers le monde. Pour la France seule par exemple, cela représente en moyenne 219 messages par personne par mois. Ce chiffre est resté stable jusqu'en 2014, puis a été divisé par deux en 2016 avant de continuer à chuter, les utilisateurs se reportant sur des applications de messagerie par Internet.

## Histoire

### Origines
À l’origine, les SMS furent inventés par une équipe finlandaise dont Matti Makkonen employé par Telia Sonera, puis par Nokia, pour aider les personnes sourdes et malentendantes à communiquer. Plusieurs compagnies revendiquent la paternité de l'envoi du premier SMS. Selon Edward Lantz de la NASA, le premier SMS fut envoyé en 1989 d'un bipeur Motorola par Raina Fortini de New York à un ami à Melbourne Beach. Le premier SMS commercial fut envoyé le 3 décembre 1992 sur le réseau GSM de Vodafone au Royaume-Uni lorsque l'architecte logiciel Neil Papworth (en) de Sema Group envoya depuis son PC (les téléphones mobiles n'ayant pas encore de clavier à cette époque) le message « Merry Christmas! » (« Joyeux Noël ») sur le cellulaire Orbitel 901 de Richard Jarvis, un des dirigeants de Vodafone,.
Le Finlandais Radiolinja (qui aujourd'hui fait partie de l'opérateur Elisa) fut le premier opérateur au monde à lancer une offre commerciale grand public du SMS, en 1993.
Lors du développement de la norme GSM, les pays scandinaves prirent l’initiative de proposer d'inclure le SMS dans cette norme à vocation mondiale. Le Nokia 2010 (en), lancé en 1994, fut le premier téléphone grand public qui permit l'écriture de messages.

### Le temps du succès commercial
Lorsque le système fut déployé pour le grand public, beaucoup d’opérateurs étaient convaincus que les consommateurs préféreraient l'appel téléphonique pour communiquer. Mais, avec un prix nettement moins élevé qu’un appel téléphonique, l'adoption du SMS fut un succès en dépit du fait que le message était facturé à l’unité.
Bien que l’opérateur français SFR ait déposé le terme « texto » comme marque déposée le 23 janvier 2001, son usage s'est généralisé en France avec l'essor des téléphones mobiles. En septembre 2009, la Cour d'appel de Paris jugea que l'opérateur ne pouvait pas prétendre à l'utilisation exclusive de ce nom, ; depuis cette date, le nom « texto » n'est plus protégé. En 2010, il était le terme le plus couramment utilisé pour désigner les SMS au Québec.
Le SMS est rapidement devenu un moyen de communication très populaire, surtout en Europe, en Asie-Pacifique (mis à part le Japon), en Australie et en Nouvelle-Zélande, tout particulièrement parmi les populations jeunes et urbaines.
Les SMS ont ensuite été développés à plus grande échelle lorsque ceux-ci ont été perçus comme un moyen efficace pour désengorger le réseau téléphonique. Le SMS est devenu un marché à part entière. De nouvelles utilisations, gratuites ou payantes, sont régulièrement proposées aux consommateurs (par exemple le vote dans les émissions télévisées, la réception d'alertes — livraison, incendie, circulation routière, etc. — confirmation de réservations, délivrance de codes d'autorisation bancaire, etc.) que ce soit par l’utilisateur particulier ou le professionnel spécialisé. Des sociétés ont dédié intégralement leurs activités à ce moyen de communication.
Aujourd'hui, le SMS est disponible dans le monde entier sur de multiples réseaux, y compris sur les réseaux mobiles 3G, 4G et 5G.

### L'avenir du SMS
Bien que l'envoi de SMS se soit rapidement généralisé, il est concurrencé dans l'usage par d'autres modes d'envoi de messages textuels par téléphone, reposant sur le protocole Internet, et offrant des possibilités multimédia plus avancées.

#### La concurrence des messageries instantanées par Internet
Les messageries instantanées transitant par Internet se sont progressivement imposées avec le développement des smartphones. Il en existe un grand nombre, comme Signal, WeChat, WhatsApp, Hike, Snapchat ou encore Messenger de Facebook. Elles sont développées et opérées par des acteurs privés, mais sont généralement gratuites.
Elles offrent divers avantages par rapport au SMS, comme la gestion de conversations groupées, ou l'absence de la limitation à 160 caractères par message. En outre, les messages sont décomptés du quota de données internétiques du forfait téléphonique, et non facturés à l'unité comme c'est encore le cas des SMS dans certains pays (États-Unis, Japon, Chine, etc.). En revanche, elles présentent le défaut de ne pas reposer sur un standard permettant leur interopérabilité : si un SMS peut être échangé entre n'importe quel type de téléphone et entre n'importe quelle application de messagerie supportant le standard SMS, il n'est généralement pas possible d'échanger de messages entre des applications de messagerie instantanée différentes. La plupart d'entre elles supportent également des fonctions d'envoi de messages audio ou vidéo, ainsi que la visioconférence.
Outre leurs fonctions de communication, ces applications de messagerie instantanée proposent parfois des fonctionnalités complémentaires très diverses. Il est par exemple possible depuis 2015 de payer sans contact via certaines de ces applications, ou encore de régler ses factures, son taxi, ses achats en magasin, ou même encore, en Chine, de témoigner au tribunal. De ce point de vue, l'application chinoise WeChat est sans doute celle qui intègre le plus de fonctionnalités différentes.

#### Un nouveau standard: le protocole Rich Communication Services (RCS)
Le standard RCS a été mis au point en 2007 par le GSMA pour succéder au SMS,. Sa généralisation tarde cependant du fait de réticences des opérateurs téléphoniques, qui rechignent à mettre en place l'infrastructure de serveurs informatiques nécessaire au transit des communications RCS, alors que leur propre infrastructure permet déjà l'échange de SMS.
Reposant lui aussi sur le protocole Internet, RCS offre toute la palette de fonctionnalités de communication des messageries instantanées privées, notamment les échanges de groupe et les échanges multimédia. En tant que standard, et à l'instar du SMS, il est par contre complètement interopérable et ne contraint pas l'utilisateur à utiliser une application donnée.
Google est l'un des promoteurs les plus actifs de ce standard, qu'il promeut pour les utilisateurs d'Android, son système d'exploitation pour smartphones. L'entreprise a ainsi déployé ses propres serveurs dédiés à RCS, à défaut de pouvoir y associer les opérateurs de téléphonie mobile. Cette opération a d'abord visé le Royaume-Uni et la France, puis les États-Unis. L'application de SMS préinstallée sur Android, Android Messages, est ainsi compatible avec RCS.
Cependant, le RCS n'est pas exempté de défauts : de nombreux retours d'utilisateurs le trouvent non fiable, et pointent une absorption de l'entreprise Joyn, qui développait le RCS, mal gérée. En complément, le RCS a été activé par Google par défaut sans en informer les utilisateurs d'Android, via l'application Messages, sans même leur demander leur avis, portant le nombre d'utilisateurs de quelques millions avant 2020 à plus d'un milliard en 2022, bien que l'écrasante majorité de ces utilisateurs n'ont pas conscience de l'utilisation ce système, différent du SMS.
Le RCS, comme tout autre messagerie Internet, est comparable à iMessage d'Apple, à WhatsApp, Signal, Telegram, ces messageries datant de l'émergence des smartphones. Un autre standard de messagerie chiffrée, xmpp, utilisé notamment dans WhatsApp, existe depuis 1999.
Au début de l'année 2025, un certain nombre d'article peu honnêtes, voire mensongers, qualifiables de pàc,, font valoir la fin du SMS, chose démentie catégoriquement par l'Arcep, aucun opérateur mobile n'ayant prévu de mettre fin à un tel service, dont les réseaux mobiles ont besoin pour fonctionner.

## Caractéristiques techniques

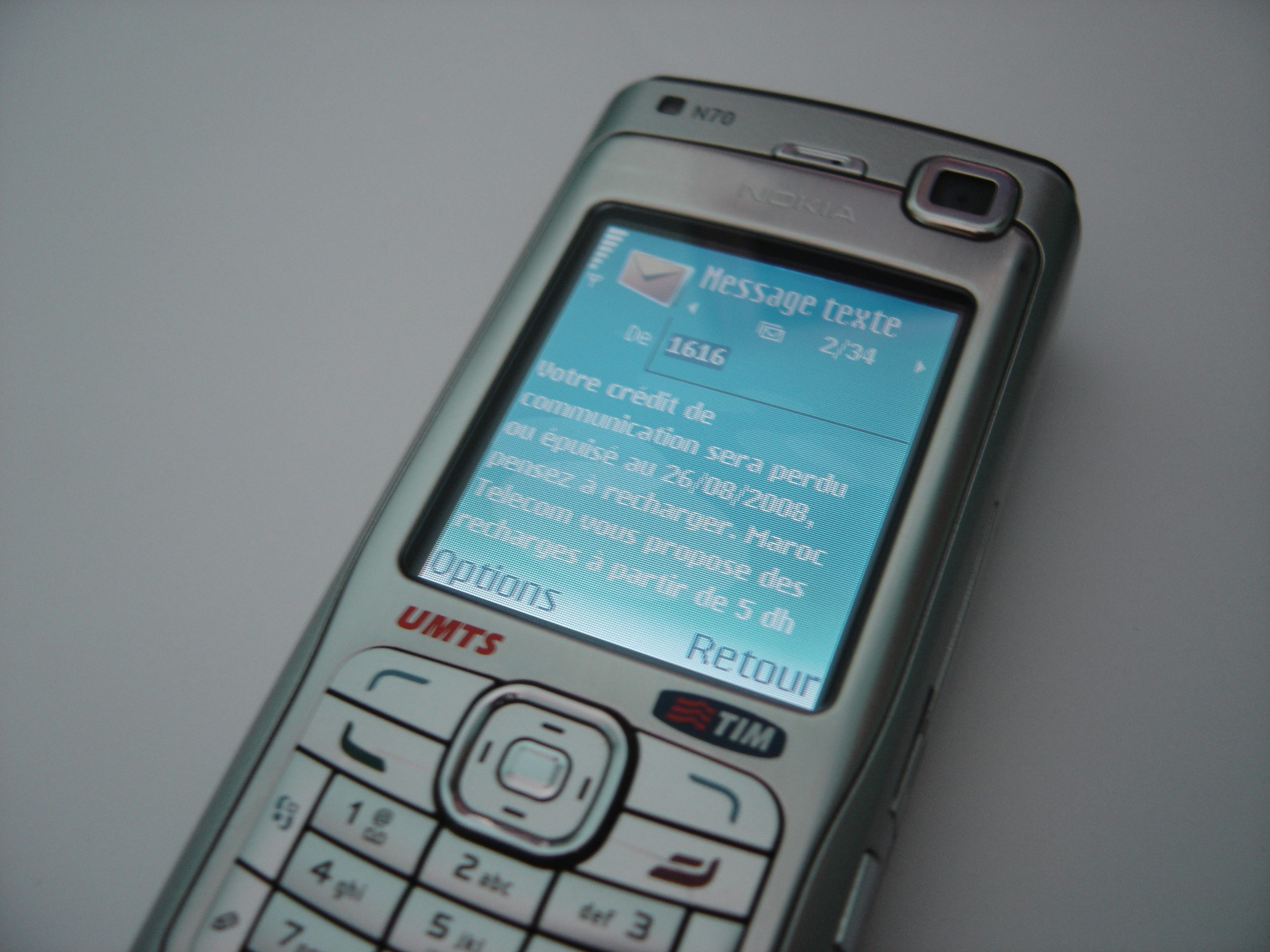
Affichage d’un message reçu sur un téléphone mobile.

Le SMS permet de transmettre des messages de plusieurs milliers de caractères — découpés en sous-messages de 160 caractères, généralement ce sont ces sous-messages qui sont facturés ; anciennement, un seul (sous-)message était possible. Par extension, un SMS désigne également un message transmis par ce biais.
À l'origine dans le système GSM, et avant de connaître ses utilisations actuelles, le SMS était destiné à transmettre des messages de service provenant de l’opérateur téléphonique à destination de ses clients.
Les SMS sont transportés dans les canaux de signalisation définis par le protocole GSM et n’occupent pas la bande passante réservée au transport de la voix. De surcroît, leur taille étant limitée, ils sont peu coûteux à transporter pour l’opérateur (le coût évalué en 2004 était entre 0,03 € et 0,05 € par SMS).
Une version améliorée, le Multimedia Messaging Service (MMS), permet de transmettre des messages plus longs et au contenu riche, par exemple des photos, messages vocaux ou vidéo, et commence à se généraliser. Contrairement aux SMS, les MMS utilisent des canaux utilisateur qui doivent être prévus par l’opérateur.

### Le protocole Short Message Service
Le protocole Short Message Service – Point to Point (SMS-PP) est défini dans la norme de téléphonie mobile GSM 03.40. Il est à distinguer du GSM 03.41 définissant le Short Message Service – Cell Broadcast (SMS-CB) qui permet de diffuser des messages (publicitaires, informations publiques, etc.) à tous les utilisateurs de mobiles d’une zone géographique donnée.
Chaque message est envoyé via un mécanisme dit « Store and forward » à un centre SMS (SMSC) qui essaie de le transmettre au destinataire. Si ce dernier n’est pas joignable, le centre stocke le message pour le retransmettre, en plusieurs tentatives si nécessaire. Deux opérations sont disponibles : le Mobile Terminated (MT) pour les messages envoyés à un terminal mobile, et le Mobile Originating (MO), pour ceux qui sont envoyés depuis un terminal mobile. La livraison du message étant basée sur une politique de « meilleur effort », il n’y a donc aucune garantie qu’un message soit effectivement délivré à son destinataire. Des délais ou une perte complète d’un message n’est pas exceptionnelle, particulièrement lorsque le message doit traverser plusieurs réseaux. L’expéditeur peut demander un accusé de réception de son message, mais si les envois fructueux sont habituellement correctement confirmés, les notifications d’échec ne peuvent pas être garanties.
La transmission de SMS entre le centre et le téléphone mobile peut être faite à travers différents protocoles tel que le SS7 dans le cadre du protocole standard GSM MAP, ou encore par TCP/IP avec le même standard. Les messages sont envoyés avec l’opération MAP supplémentaire « forward_short_message », dont la longueur utile (en jargon technique, « payload ») est limitée par les contraintes du protocole de signalisation à savoir 140 octets (140 octets équivalent à 140 × 8 bits = 1 120 bits).
Des jeux de caractères comme l’arabe, le chinois, le coréen, le japonais ou les langues slaves (tel que le russe) doivent être encodés en utilisant UCS-2 (voir Unicode). À cette charge utile viennent s’ajouter les données de routage et autres métadonnées. La norme GSM 03.38 (en) prévoit la possibilité de plusieurs jeux de caractères. De ce fait les caractères peuvent être codés sur 7 ou 8 bits ce qui permet à un message d'atteindre la longueur de 140 à 160 caractères.
Pour l'utilisateur, cela se traduit soit par 160 caractères en encodage sur 7 bits, soit par 140 caractères en encodage sur 8 bits, soit encore par 70 caractères en encodage sur 16 bits.
Un texte plus long, appelé « SMS long » ou « SMS concaténé », peut être envoyé en le segmentant automatiquement par le téléphone en plusieurs messages.
Dans ce cas, le message commence par un entête utilisateur (UDH) contenant les informations de segmentation. L’UDH faisant partie du payload, le nombre de caractères par segment est moindre : 153 en encodage 7 bits, 134 en encodage 8 bits et 67 en encodage 16 bits. C’est le terminal récepteur qui est chargé de réassembler le message, puis de le présenter à l’utilisateur d’un seul tenant. Bien que le standard permette théoriquement jusqu’à 255 segments, en pratique certains vieux appareils ont des limites aussi basses que 5 segments et il est préférable d'éviter d'utiliser plus de 6 à 8 segments de message pour une compatibilité maximale, et chaque segment est facturé au prix d’un message individuel.

#### Classes de SMS
Un SMS reçu sur un téléphone (pas nécessairement un cellulaire) est traité de manière différente suivant sa classe. La classe est définie dans le SMS Data Coding Scheme (en) (DCS – voir la norme 3GPP 23.038 (en)) :
- classe 0 : (flash SMS) le message est automatiquement affiché sur l’écran du téléphone destinataire sans interaction de l'utilisateur. Un rapport est envoyé ensuite au centre de service. Le message ne doit pas être automatiquement enregistré dans la mémoire du téléphone et il est par défaut effacé dès que l’utilisateur a validé sa visualisation ;
- classe 1 : le message est enregistré dans la mémoire du téléphone et si cette mémoire est pleine, dans la carte SIM (s'il y a lieu). Note : un message reçu de type WAP Push pour configurer un téléphone est par exemple de classe 1 ;
- classe 2 : le message est enregistré sur la carte USIM . Un accusé de réception est envoyé au centre de service une fois que le message a bien été transféré sur l’USIM. C'est une classe spécifique aux appareils possédant une carte SIM ou USIM ;
- classe 3 : le message est transféré sur un équipement externe connecté au téléphone (PDA, PC portable…). Le SMS est défini pour l'envoi d'un message court d'un appareil téléphonique à un autre. Depuis ses débuts, la technologie a toujours permis la possibilité d'envoyer des SMS à partir d'un PC, mais cette approche est beaucoup plus fréquente depuis que les lignes téléphoniques IP sont devenues facilement accessibles. Ce type de message est souvent pour les usages de marketing et de promotion. Il permet l'envoi de SMS vers un grand nombre de destinataires.

Il est également possible (en influant sur un autre paramètre d'un SMS : son PID) de faire en sorte qu'un SMS ne soit pas affiché sur l'écran du téléphone du visiteur. Associé à une classe 0 et en y ajoutant un accusé réception, le SMS se comportera comme un ping. Le SMS est alors décrit comme « type 0 », il n'aura aucun effet à part mettre à jour la position du téléphone dans le Home Location Register de l'opérateur. Plusieurs agences gouvernementales ont utilisé ce procédé afin de localiser rapidement un téléphone.

#### Durée de validité
Pour des raisons techniques et économiques, un SMS non livré à son destinataire est détruit après un délai défini par le réseau d’émission de ce SMS, car celui-ci est stocké dans un SMSC le temps de sa transmission. Ce délai est habituellement paramétrable sur le téléphone de l'expéditeur. Il peut être compris entre une heure et un maximum fixé par l'opérateur de téléphonie cellulaire (entre une semaine et un mois)[réf. souhaitée]. Par défaut, il est habituellement de 72 heures (trois jours)[réf. nécessaire].
Il existe une variante one-shot du SMSC, l’USSD qui fonctionne selon le même principe excepté pour le stockage du message qui doit être transmis au premier essai.
Les SMS peuvent aussi être utilisés pour envoyer des contenus binaires tels que des sonneries téléphoniques ou des images (logos), ainsi que des mises à jour logicielles (OTA). De telles utilisations sont toutefois des extensions propriétaires au standard GSM et plusieurs standards sont en compétition bien que le Smart message de Nokia soit de loin le plus répandu.
Le standard SMS définit un moyen pour un périphérique tiers, par exemple un ordinateur personnel ou un PDA, de contrôler les fonctions SMS d’un appareil mobile via un câble RS-232 (null-modem), une liaison Bluetooth, infrarouge, etc.
Le protocole de communication est basé sur des commandes AT étendues dont les plus utilisées sont AT+CMGS (envoyer message), AT+CMSS (envoyer message depuis stockage), AT+CMGL (lister messages) et AT+CMGR (lire message).

## Usages

### Rédaction
Dans les années 1990, l'association entre les lettres et les chiffres a été standardisée par la recommandation E.161.
Sur les téléphones « classiques » (avant l'arrivée des smartphones) deux modes de saisie peuvent être disponibles : le mode ABC et le mode intuitif, dont le « T9 » (pour « Texte sur 9 touches »).
Dans le mode ABC, on utilise le clavier de manière classique – et comme chaque touche correspond à plusieurs caractères (par exemple cinq correspond à « J », « K » ou « L »), on fait une pression sur le « 5 » pour un « J », deux pressions pour un « K », trois pressions pour un « L ». Par contre dans le mode intuitif, une pression sur le « 5 » correspond à la fois au « J », au « K » et au « L » : pour écrire un mot de cinq lettres, on appuie simplement sur cinq touches et si nécessaire, on choisit parmi les quelques choix possible si celui par défaut n'est pas le bon. Comme chaque touche correspond à plusieurs lettres, les cinq pressions correspondent à quelques centaines de combinaisons possibles de lettres dont la plus grande part ne sont pas des mots. Seules sont proposées au choix final les combinaisons correspondant à un mot connu du terminal ; une touche permettant de choisir un des mots du dictionnaire. Cependant, pour insérer un mot inventé, un nom propre peu connu, un mot étranger, etc. l’utilisateur est obligé d’épeler le mot en mode « ABC ».
Ce problème est résolu sur les téléphones de type intelligent qui permettent une saisie simplifiée au moyen d'un clavier de type QWERTY ou AZERTY, le plus souvent assorti d'un système de prédiction (affichage de plusieurs propositions de mots en fonction des premières lettres, contexte, messages antécédents) et d'un correcteur d'orthographe.

### Usages moins conventionnels
Certains opérateurs offrent la possibilité d’envoyer des messages à des lignes téléphoniques fixes indépendamment de leur capacité à recevoir des messages textes. Le destinataire est alors automatiquement contacté en précisant l’expéditeur et on lui lit le message à l’aide de techniques de synthèse vocale.
Il est également possible d’envoyer des SMS via un réseau GPRS, UMTS ou LTE à des conditions tarifaires variables selon l’opérateur ; parfois, le coût de l’établissement de la connexion est en sus du prix du SMS.
De nos jours, les SMS sont également utilisés dans les communications de machine à machine. Par exemple, il existe des afficheurs à LED contrôlés par SMS.
Par ailleurs, de nombreuses entreprises ou collectivités locales utilisent des services d’envoi de SMS par Internet (envoi de SMS par courrier électronique ou via une requête HTTP). Par exemple, de nombreuses villes préviennent automatiquement leurs habitants par SMS lors des opérations de déneigement l'hiver là où les autos doivent être enlevées des rues la nuit (Québec), ou lorsqu'ils peuvent prendre possession de leur nouveau passeport en mairie (France).
Des solutions d’envoi de SMS par Internet sont également utilisées dans les entreprises, les associations et les collectivités locales pour des envois ponctuels (confirmer un rendez-vous) ou des envois en nombre (annoncer une soirée ou l’ouverture de soldes privés). Ce marché représentait en 2006 plus de 20 millions de SMS envoyés par mois.
Depuis juin 2008 en Belgique, puis en France, il est possible d’envoyer des SMS vers les téléphones fixes de la même façon que vers un téléphone mobile. Si le téléphone du destinataire n’est pas compatible (ne permet pas l'affichage du SMS), le message est lu par un automate vocal. Certains opérateurs permettent aussi aux particuliers d'envoyer des SMS via Internet.
L’envoi de SMS non sollicités peut être refusé : il suffit normalement de répondre STOP à un SMS pour ne plus recevoir de messages de cet émetteur ou renvoyer le SMS au numéro 33700 puis quand on reçoit une confirmation, de renvoyer le numéro qui vous l'a envoyé.

### Le «langage SMS»
Afin de réduire le plus possible le temps de rédaction et à l'origine aussi pour diminuer le coût de la communication (un envoi peut comporter plusieurs messages, chacun d'entre-eux étant limité à 160 caractères environ) les utilisateurs fréquents de ce service ont adopté un jargon, une sorte d’argot écrit composé d’abréviations et fonctionnant beaucoup sur les analogies sonores (archiphonèmes) ainsi que sur des dessins de type émoticône (smiley) et plus récemment d'emojis. Cet argot est similaire à celui des messageries instantanées (chat) si ce n’est que les textes sont bien plus courts et très abrégés.
L'utilisation de ce jargon est caractéristique de la « génération des pouces » qui décrit ceux qui tapent sans arrêt des textos, créant un nouveau type de nomophobie.

## Les spécificités du SMS par pays

Évolution du nombre de SMS envoyés par mois aux États-Unis.

### Aux États-Unis
Le SMS est un moyen de communication très populaire aux États-Unis.

### En France

#### Histoire
Sur le marché français, pendant les premières années suivant leur apparition, l'émission d'un SMS était facturée par les opérateurs de téléphonie mobile. C'était alors une source importante de revenus notamment grâce à l’offre de SMS dits « surtaxés », c’est-à-dire dont le tarif dépasse celui ordinairement appliqué. En France, en raison du coût jugé excessif des SMS, une association de consommateurs a déposé une plainte en 2004 pour « abus de position dominante collective » auprès du Conseil de la concurrence.
Par la suite, les évolutions des offres commerciales en France ont mené aux modèles économiques de type « SMS illimités » hors itinérance, où le service n'était plus facturé au nombre d'envois unitaires. Ce basculement a été accéléré en 2012 par l'apparition d'un quatrième opérateur issu du monde de l'internet : Free Mobile qui proposa rapidement après son entrée sur le marché un forfait comprenant les SMS illimités. En 2014, c'est le modèle économique le plus présent en France et au Canada.
| Année | Envois de SMS/MMS en France (en milliards) |
| ----- | ------------------------------------------ |
| 2007  | 19,5                                       |
| 2008  | 34,8                                       |
| 2009  | 59,6                                       |
| 2010  | 102,5                                      |
| 2011  | 146,3                                      |
| 2012  | 182,9                                      |
| 2013  | 193,1                                      |
| 2014  | 197,4                                      |
| 2015  | 202,4                                      |
| 2016  | 205                                        |
| 2017  | 188                                        |
| 2018  | 176,7                                      |
| 2019  | 165,5                                      |
| 2020  | 139,9                                      |
| 2021  | 125,1                                      |
| 2022  | 115,6                                      |
| 2023  | 104,6                                      |
| 2024  | 93,1                                       |

|  |

Le graphique qui aurait dû être présenté ici ne peut pas être affiché car il utilise l'ancienne extension Graph, désactivée pour des questions de sécurité. Des indications pour créer un nouveau graphique avec la nouvelle extension Chart sont disponibles ici.

Source : ARCEP.
Le graphique qui aurait dû être présenté ici ne peut pas être affiché car il utilise l'ancienne extension Graph, désactivée pour des questions de sécurité. Des indications pour créer un nouveau graphique avec la nouvelle extension Chart sont disponibles ici.

#### SMS surtaxés en France: SMS+
Les numéros SMS+ sont des numéros à tarification spéciale permettant au destinataire du SMS de facturer à l’émetteur un service par l'intermédiaire de l'opérateur téléphonique.
Ce sont des numéros à cinq chiffres commençant par 3, 4, 5, 6, 7 ou 8.
| Numéros commençant par        | Prix maximum du service* |
| ----------------------------- | ------------------------ |
| 3xxxx                         | 0,00 €                   |
| 4xxxx                         | 0,05 €                   |
| 5xxxx                         | 0,20 €                   |
| 6xxxx                         | 0,35 €                   |
| 7xxxx                         | 0,65 €                   |
| 8xxxx                         | 4,50 €                   |
| * En euro, hors prix d’un SMS |                          |

L'Association SMS+ est une association loi de 1901 fondée en 2002 par les trois opérateurs mobiles Bouygues Telecom, Orange France et SFR. En 2012, elle fut intégrée dans l'Association française du multimédia mobile (AFMM), laquelle avait été créée en 2005.
Il existe deux types de services SMS+ :
- mode « classique » : réception d'une unique réponse par SMS, facturation unique ;
- mode « abonnement » : le fournisseur de service envoie des SMS périodiquement. Attention! : la facturation est alors récurrente ; on repère ce mode grâce au 2e chiffre qui est alors un « 8 ».

##### SMS «CONTACT» et «STOP»
L'envoi du mot « CONTACT » ou du mot « STOP » au numéro SMS+ ne sont pas surtaxés. Seul le SMS simple est facturé.
À la réception de ces mots clés, le fournisseur du service doit :
- pour « STOP », arrêter l'envoi de messages facturés (il s'agit d'une demande de désabonnement au service) ;
- pour « CONTACT », en France il doit renvoyer son numéro au registre du commerce et des sociétés , sa dénomination sociale et les coordonnées de son service client.

##### Abus et escroqueries
Il existe de nombreuses arnaques aux SMS. En France, des abonnés se sont retrouvés avec des surcoûts de plus de 100 euros sur leur facture de téléphonie mobile.
Tout comme les communications téléphoniques vocales ou les communications électroniques, les SMS peuvent être sujets au piratage. Par exemple, selon un article du quotidien britannique The Guardian publié en janvier 2014, « l'agence de sécurité nationale américaine, la NSA, a récupéré près de 200 millions de SMS par jour dans le monde, de façon non ciblée, pour en extraire des renseignements depuis 2011 ».

###### Service 33700
Le gouvernement français a mis en place en 2008 un service de signalement des SMS indésirables. Il est demandé de transférer les messages indésirables au 33700 où un service de l'État se charge de transmettre aux opérateurs de téléphonie le numéro indésirable afin que les opérateurs empêchent son fonctionnement ultérieur.